# Wyżni Smoczy Karb
Wyżni Smoczy Karb (słow. Vyšný dračí zárez, niem. Obere Drachenkerbe, węg. Déchy-oromrés) – przełączka (karb) znajdująca się pomiędzy Małym Smoczym Szczytem (Malý Dračí štít, ok. 2518 m) i Wielkim smoczym Szczytem (Dračí štít, ok. 2523 m) w bocznej, południowo-wschodniej grani Wysokiej w słowackich Tatrach Wysokich. Grań ta oddziela Złomiska Zatokę od Dolinki Rumanowej (obydwie są odnogami Doliny Złomisk.
Przez Smocze Zęby i Szarpane Turnie (dolna część grani) nie prowadzi żaden szlak turystyczny. Są one natomiast popularnym rejonem wspinaczkowym dla taterników (głównie w lecie). Przejście ich granią (od górnego końca płyty Małej Szarpanej Turni po Przełęcz pod Smoczym Szczytem) jest uważane za jedno z piękniejszych i trudniejszych w Tatrach.